# 스트라이크 코만도
《스트라이크 코만도》(Strike Commando)는 이탈리아에서 제작된 브루노 마테이 감독의 1987년 액션, 전쟁 영화이다. 렙 브라운 등이 주연으로 출연하였다.

## 출연

### 주연
- 렙 브라운
- 크리스토퍼 코넬리

### 조연
- 알렉스 비탈
- 루치아노 피고찌
- 루이스 캄스티그
- 에디슨 나바로